# 4K解析度

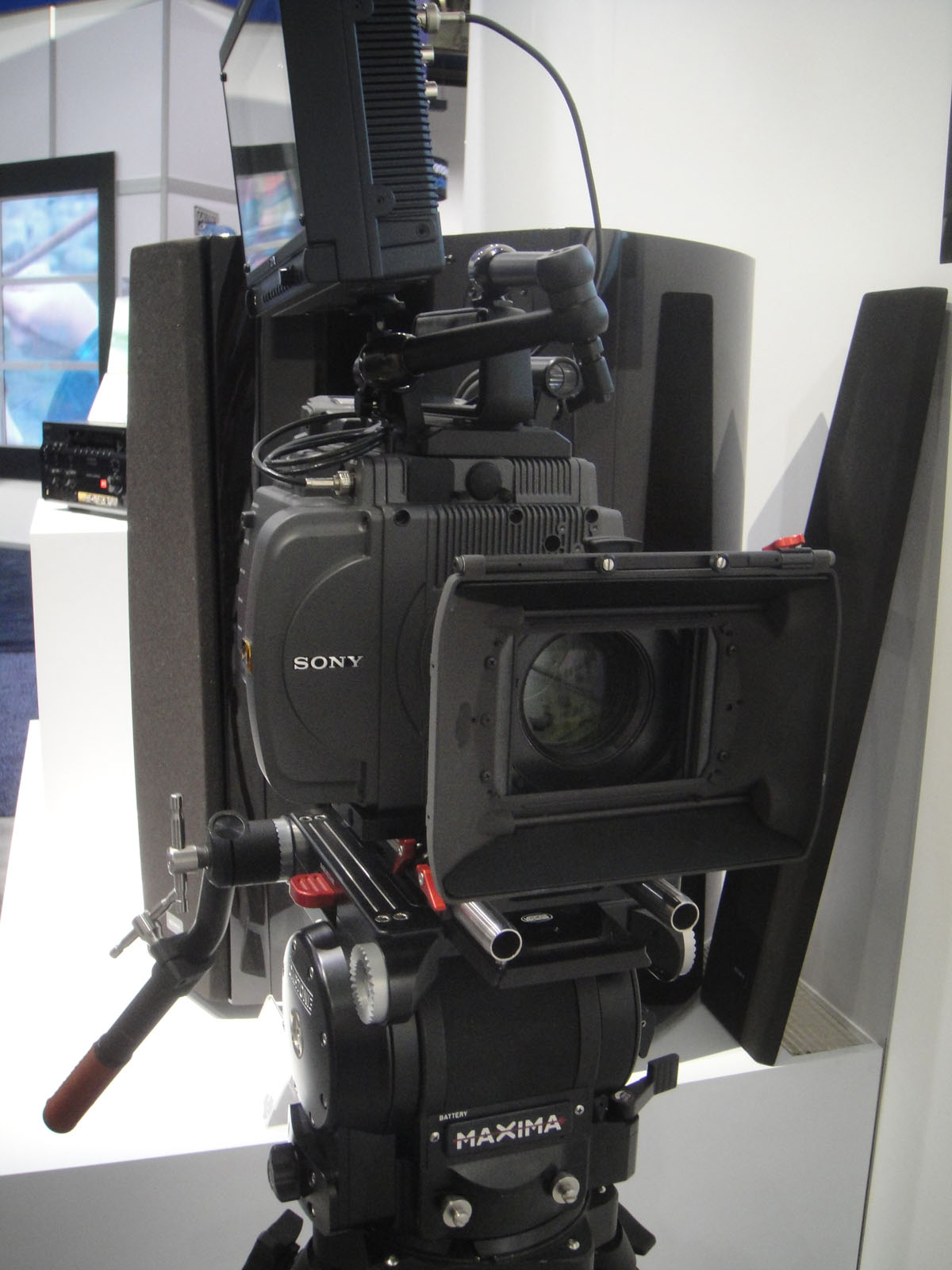
Sony 4K攝影機

4K解析度（4K resolution），或簡稱作4K，是指显示器或顯示內容的水平（横向）显示大约4096像素左右的分辨率，亦即横向解像度達到4000像素的級別、而纵向解像度達到2000像素的級別。
現時在數位電視及數位攝影的領域裡，數位電視和數位電影通常使用几种不同的4K分辨率。在电视和消费的媒体中，3840×2160（4K UHD）是主流的4K标准，而电影放映行业使用的是4096×2160（DCI 4K）。

## 历史

解析度对比

2003年，加拿大Dalsa公司推出一款4K级别的數位电影摄影机Dalsa Origin，是世界上首部商业用途的4K摄像机。
2004 年 7 月 1 日，由好莱坞 7 大电影公司组成的 DCI 數位电影推进联盟（Digital Cinema Initiative）修订并推出了其技术文档4.0行业标准，规定的數位影院清晰度分为两级，即 DCI 2K（2048×1080，每秒24帧或48帧）和 DCI 4K（4096×2160像素，每秒24帧），其中 DCI 4K（4096×2160）的信息量则是高清电视的4倍多。
YouTube在2010年7月開始提供一些4K解析度的短片供在线瀏覽，同時也允許已註冊用戶上傳超過1080p解析度的影片。
索尼在2004年推出4K电影放映机，2012年推出4K家庭影院电影放映机。Mastered in 4K，索尼作為4K的重要推動者，為了應對4K電視推廣期片源稀少所產生雞與蛋的問題——即如果沒有足夠片源就沒有人會購買高價的4K設備，無法大量生產又會造成售價高昂和推廣困難——自2014年起開始推出Mastered in 4K格式的藍光光碟影片。其原理是以4K掃瞄母帶後再轉換成2K解像度的藍光光碟，由於部分片種拍攝時已經以4K攝影機攝製，因此廠方聲稱以4K TV去播放這些光碟將有更出色的精細度和顏色真實效果，作為一種過渡期產品，所有傳統藍光播放器都能放映這種影片，因為其並非真實的4K原生3840*2160解析度而依然是傳統1920*1080解析度。
2012 年的国际消费电子产品展览会（CES）上，部分厂商在展出其次世代显示设备时使用了“4K”一词。2012年4月，韩国四家主要电视台(KBS、MBC、SBS和EBS)使用66频道试播4K节目，但此时4K的相关标准尚未确定。
2012年8月23日，国际电信联盟（ITU）发布了超高清电视的国际标准：ITU-R Recommendation BT.2020 （ITU-R BT.2020），标志4K电视开始步入正轨。
2013 年的 CES 展会上，越来越多的厂商开始使用“超高清分辨率”（UHD）来取代“4K”一词。“超高清分辨率”英文原文为“Ultra High Definition”，缩写为UHD或UltraHD，是国际电信联盟（ITU）定义的术语。

## 規格

#### 電視/電影/影片4K解析度
- 解析度有2種規格：3840×2160和4096×2160畫素。

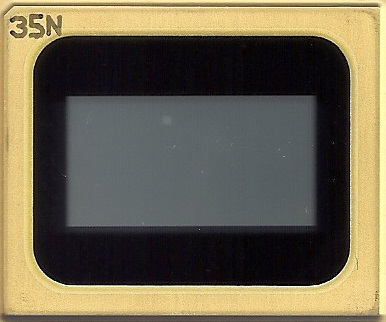
4K DLP CINEMA (Texas Instruments)

- 如下：

| 4K TV (3840×2160) | 4K TV (3840×2160) |
| ----------------- | ----------------- |
| 1080 (1920×1080)  | 1080 (1920×1080)  |
| 1080 (1920×1080)  | 1080 (1920×1080)  |

| 標準              | 解析度      | 長寬比 | 像素       |
| ----------------- | ----------- | ------ | ---------- |
| Full Aperture 4K  | 4096 × 3112 | 1.32:1 | 12,746,752 |
| Academy 4K        | 3656 × 2664 | 1.37:1 | 9,739,584  |
| Digital cinema 4K | 4096 × 1714 | 2.39:1 | 7,020,544  |
| Digital cinema 4K | 4096 × 2160 | 1.85:1 | 8,631,360  |

| 標準             | 解析度      | 長寬比 | PAR | 像素       |
| ---------------- | ----------- | ------ | --- | ---------- |
| Full Aperture 4K | 4096 × 3072 | 4:3    | 1:1 | 12,582,912 |
| Academy 4K       | 3656 × 2664 | 1.37:1 | 1:1 | 9,739,584  |

#### 手機螢幕4K解析度
| 標準                  | 解析度      | 長寬比 | 像素      |
| --------------------- | ----------- | ------ | --------- |
| 4K 顯示幕             | 3840 × 2160 | 16:9   | 8,294,400 |
| CinemaWide™ 4K 顯示幕 | 3840 × 1644 | 21:9   | 6,312,960 |

- Xperia 日本官網附註21:9 比例 解析度: 水平3840画素×垂直1644画素（非主流電視/電影/影片4K解像度標準，基於索尼與國際資訊顯示學會 SID 標準合定）[11]
- Xperia 台灣官網附註16:9 比例 解析度[12]

目前僅有Sony的智慧型手機固定使用4K顯示器，其他品牌的旗艦級智慧型手機雖然已支援拍攝和錄製4K畫質，但顯示器大多為1080p或1440p。

## 录制

### 好处
以 4K 标准录制视频的主要优点是可以很好地解析精细的空间细节。从 3840×2160 像素的视频片段中提取的单个静止帧可以用作 830 万像素的静止照片，而 1080p 时仅为 210 万像素，720p 时仅为 90 万像素。

### 比特率
消费类相机和手机以比 1080p（通常为 10 到 30 Mbit/s）高得多的比特率（通常为 50 到 100 Mbit/s）记录 2160p 素材。即使在分辨率低于 2160p 的显示器上查看， 这种更高的比特率也会降低压缩失真的可见性。

## 產品應用
- 現時大多數顯示卡可支援4K液晶顯示器，例如nvidia GTX600 系以上。
- Apple部份型號產品例如部份iPhone於12、12Pro的後置攝像頭中能拍攝 4K影片
- Apple部份型號產品例如部份iMac2015年版本搭載21英寸4kRetina顯示器顯示器
- Sony KD-84X9000: 螢幕尺寸為84 英寸，搭載4K X-Reality PRO 超極真影像晶片，解析度3840×2160的液晶顯示器。
- Samsung UHD TV S9：螢幕尺寸為85英寸，解析度3840×2160的超透晰面板的智慧型電視。
- Seiki Digital SE39UY04：螢幕尺寸為39英寸4K Ultra HD 120Hz液晶電視。
- Sharp PNK321：螢幕尺寸為32英寸，IGZO顯示技術，解析度3840×2160的液晶顯示器。
- ASUS PQ321：31.5吋IGZO顯示技術，解析度3840×2160的液晶顯示器。
- Sony BDP-S7200：可支援3840×2160解析度的藍光播放器。
- Samsung Galaxy Note 3 LTE是三星第一款支援4K錄影的智能手機。
- 微星 Gaming 24GE 2QE 解析度高達3840×2160AIO一體成形電競電腦。
- Sony Xperia Z2支援4K錄影的智能手機。
- Sony Xperia Z5 Premium 為全球第一款搭載4K LCD 螢幕的智慧型手機。
- BenQ S55-700（页面存档备份，存于） 為完整4K格式支援的電視
- Sony Xperia XZ Premium 為全球第一款搭載4K HDR LCD 螢幕的智慧型手機。
- Sony Xperia XZ2 為全球第一款搭載4K HDR 錄影、搭載高通 Snapdragon 845由三星代工生產10nm製程晶片的智慧型手機。
- Sony Xperia XZ2 Premium 為全球第一款搭載4K HDR LCD 螢幕、可錄製4K HDR影片的三星代工生產10nm製程晶片的智慧型手機。
- iPhone XS系列為全球第一款搭載4K錄影的台積電代工生產7nm製程晶片的智慧型手機。
- Sony Xperia 1 為全球第一款搭載 4K HDR OLED 螢幕、台積電代工生產7nm製程晶片的智慧型手機。
- iPhone 12系列，為全球第一款搭載杜比視界HDR錄影功能，解析度最高可到4K、60fps，台積電代工生產5nm製程晶片的智慧型手機。
- Sony Xperia 1 II 為全球第一款搭載 4K HDR OLED，可錄製4K HDR 120 fps 慢動作影片的4K HDR 螢幕的智慧型手機。
- Sony Xperia 5 II 為全球第一款搭載 4K HDR 120fps慢動作影片錄影功能的智慧型手機。
- Sony Xperia 1 III 為全球第一款搭載 4K HDR OLED 120 Hz 刷新率螢幕，三星代工生產5nm製程晶片的智慧型手機。

## 外部連結
- （英文）What's bigger than 1080p? 4K video comes to YouTube（页面存档备份，存于） YouTube Global Blog